# 権助芝居
『権助芝居』（ごんすけしばい）は古典落語の演目。別題に『一分茶番』（いちぶちゃばん）、『素人茶番』（しろうとちゃばん）、『素人芝居』（しろうとしばい）、『鎌倉山』（かまくらやま）、。本来の題は『一分茶番』または『一分芝居』であったが、作中の時代を明治以降として、サゲ（落ち）の金額の貨幣単位が銭や円となることが多くなったため、現代では『権助芝居』の題で演じられることが多くなった。

## あらすじ
中橋あたりのある大家の誕生日を祝うとして、店子たちが素人芝居をすることになった。内容は『有職鎌倉山』に決まったが、直前で「非人の権平」役の小間物屋が急用で出られなくなる。そこで店子の一人である吉兵衛は飯炊きの権助を一分（あるいは50銭や5円）で雇い、代役に立てる。
芝居が始まるが、田舎者で頭の悪い権助はセリフを覚えていないなど、様々な騒動を起こす。やがて『鎌倉山』の見せ場の1つである泥棒である権平が縄で縛られる場面となる。芝居であるため、本当に縛られているわけではないのだが、観客が「ざまあみろ、権平が縛られた」と掛け声を挙げると、真に受けた権助が「おらは縛られてなんかいない」と言って、縄目を解いてしまう。さらに踊りだしたために相手の役人役が怒り、本当に権助を縛り上げる。そのまま、芝居を続け、役人役が「さあ、誰に頼まれて盗んだのだ。白状しろ」と縄をきつくすると、苦しんだ権助は言う。
「吉兵衛さんに、一分で頼まれました」